# Iberolacerta
Az Iberolacerta  a hüllők (Reptilia) osztályába a  pikkelyes hüllők (Squamata) rendjébe, valamint a gyíkok (Sauria)  alrendjébe és a nyakörvösgyíkfélék (Lacertidae)  tartozó családjába tartozó nem.

## Rendszerezés
A nembe az alábbi 8 faj tartozik:
- aráni hegyigyík (Iberolacerta aranica vagy Lacerta aranica)
- Iberolacerta aurelioi vagy Lacerta aurelioi
- pireneusi hegyigyík (Iberolacerta bonnali vagy Lacerta bonnali)
- Iberolacerta cyreni
- Iberolacerta galani
- horvát faligyík (Iberolacerta horvathi vagy Lacerta horvathi)
- Iberolacerta martinezricai
- ibériai hegyigyík (Iberolacerta monticola vagy Lacerta monticola)